# Šepulje
Šepulje – wieś w Słowenii, w gminie Sežana. W 2018 roku liczyła 116 mieszkańców.